# Centro Europeo de Energía
El Centro Europeo de Energía (European Energy Centre) fue creado en 1975 y su enfoque es la conferencia de energía renovable y la prestación de formación con el fin de crear una fuerza de trabajo muy necesaria y capaz de llevar a cabo la instalación, reparación y mantenimiento de equipos de energía renovable.
El Centro Europeo de Energía y el Centro Studi Galileo trabajan con las Programa de las Naciones Unidas para el Medio Ambiente (PNUMA), el instituto Internacional de Refrigeración Intergubernamental y Centro Studi Galileo, junto con las principales universidades, como la Universidad Napier de Edimburgo y de la Universidad Heriot-Watt en la promoción del uso de energías renovables tecnologías en todo el Reino Unido.
El Centro Europeo de Energía también está activo en toda Europa con conferencias en refrigeración, aire acondicionado y las energías renovables, en concreto Calefacción y tecnologías de refrigeración, consulte la 14.ª Conferencia Europea de la Universidad Heriot-Watt, Edimburgo.
Las actividades de formación del Centro Europeo de Energía y su empresa matriz Centro Studi Galileo también son bienvenidos y se promueven a través de sus socios.
El Centro Europeo de Energía también está activo en la India con los cursos de formación y conferencias con su socio indio el centro de política "TERRE".

## Principales actividades de la organización
- Conferencias europeas organizadas con las Naciones Unidas (PNUMA) sobre las últimas tecnologías en materia de energía renovable[12]
- Publicaciones con el Programa Ambiental de las Naciones Unidas
- Promoción de las mejores prácticas en materia de energía renovable a través de la formación de técnicos y personal
- Lanzamiento del Nuevo Pacto Verde en Europa y la India